# Episodi de La strada del silenzio
La prima stagione della serie televisiva drammatica greca La strada del silenzio (Siopilos dromos), composta da 13 episodi, è andata in onda in prima visione in Grecia su Mega Channel dal 4 aprile al 4 luglio 2021.
In Italia la stagione è andata in onda ogni mercoledì in prima serata su Canale 5 dal 13 luglio al 3 agosto 2022.
| n° | Titolo originale     | Prima TV Grecia | Titolo italiano        | Prima TV Italia |
| -- | -------------------- | --------------- | ---------------------- | --------------- |
| 1  | Χαμένο Στίγμα        | 4 aprile 2021   | Senza traccia          | 13 luglio 2022  |
| 2  | Ο Μαγικός Αυλός      | 11 aprile 2021  | Il pifferaio magico    | 13 luglio 2022  |
| 3  | Απόδειξη Ζωής        | 18 aprile 2021  | Ancora vivi            | 13 luglio 2022  |
| 4  | Haters               | 25 aprile 2021  | Il riscatto            | 20 luglio 2022  |
| 5  | Αμαρτίες Γονέων      | 9 maggio 2021   | Le colpe dei padri     | 20 luglio 2022  |
| 6  | Σιωπηλός Δρόμος      | 16 maggio 2021  | La strada del silenzio | 20 luglio 2022  |
| 7  | Οικογενειακή Υπόθεση | 23 maggio 2021  | Segreti di famiglia    | 27 luglio 2022  |
| 8  | Παλιές Ιστορίες      | 30 maggio 2021  | Vecchie storie         | 27 luglio 2022  |
| 9  | Ο Αυλητής            | 6 giugno 2021   | L'orchestratore        | 27 luglio 2022  |
| 10 | Αντίστροφη Μέτρηση   | 13 giugno 2021  | Countdown              | 3 agosto 2022   |
| 11 | Ζωώδες Ένστικτο      | 20 giugno 2021  | Braccato               | 3 agosto 2022   |
| 12 | Ξέχωροι Δρόμοι       | 27 giugno 2021  | Strade separate        | 3 agosto 2022   |
| 13 | Ανθρωποκυνηγητό      | 4 luglio 2021   | Caccia all'uomo        | 3 agosto 2022   |

## Senza traccia
- Titolo originale: Χαμένο Στίγμα

### Trama
In un ricco sobborgo di Atene, a Vathy, in Attica, viene dirottato lo scuolabus di una scuola privata mentre effettua una delle corse giornaliere. Al suo interno siedono nove studenti delle scuole elementari, figli di famiglie benestanti, insieme all'autista Savvas e alla giovane assistente Elpida. Il capo delle indagini è Nasos Economidis, un esperto ispettore di polizia. La scioccante consapevolezza che si tratta di un caso di rapimento di massa non tarderà ad arrivare e l'impatto sarà enorme non solo per la comunità e per i genitori, ma per l'intero paese. Thalea Karouzou, giovane giornalista e zia di due degli ostaggi, viene contattata dal capo dei rapitori.
- Ascolti Grecia: rating/share 18-54 anni 14,4% (17,1%)[8].
- Ascolti Italia: telespettatori 1 382 000 – share 11,40%[9].

## Il pifferaio magico
- Titolo originale: Ο Μαγικός Αυλός

### Trama
Thalia trasmette la richiesta dei rapitori a Economidis. La ragazza si interroga sul motivo per il quale è stata contattata direttamente dai rapitori e ovviamente anche la polizia inizia a sospettare un suo coinvolgimento. Dal canto loro i rapitori, due uomini e una donna, sembrano ben informati sulle esigenze dei bambini e sulle loro famiglie di provenienza. Con il viso coperto i tre danno chiare istruzioni su cosa fare all'interno del nascondiglio agli adulti del gruppo. La cifra che chiedono i rapitori è esorbitante e il suo annuncio ai genitori provoca un enorme turbamento.
- Ascolti Grecia: rating/share 18-54 anni 7,4% (15,6%)[10].
- Ascolti Italia: telespettatori 1 382 000 – share 11,40%[9].

## Ancora vivi
- Titolo originale: Απόδειξη Ζωής

### Trama
Thalia è sotto costante sorveglianza e la polizia attende con ansia la prossima chiamata dei rapitori. I genitori hanno difficoltà a racimolare i soldi per il riscatto. Le differenti idee su come gestire la situazione porteranno i genitori a scontrarsi tra loro. La famiglia di Thalia viene guardata con sospetto a causa del coinvolgimento della ragazza. Anche la situazione all'interno del covo è insopportabile ed Elpida e Savvas che chiedono migliori condizioni di vita ai rapitori. Le indagini della polizia continuano in tutte le direzioni e Nasos e la sua squadra sono alla ricerca di alcune prove nella comunità stessa. Ci sono così tanti coinvolti che rende quasi impossibile concentrarsi su una cosa in particolare. Nel frattempo Thalia riallaccia i rapporti col fratellastro Orpheus.
- Ascolti Grecia: rating/share 18-54 anni 7,4% (14,8%)[11].
- Ascolti Italia: telespettatori 1 382 000 – share 11,40%[9].

## Il riscatto
- Titolo originale: Haters

### Trama
Spyros, padre di Thalia e nonno di due ostaggi, a causa della sua mancanza di fiducia nella polizia, decide di rivolgersi a un ufficio investigativo privato. Allo stesso tempo, la presenza dell'ex marito di Athena nonché padre biologico di Aristea aumenterà la tensione tra la donna e il marito Vassilis. Thalia rivede Michalis, un suo vecchio amico, ma ignora di avere uno dei rapitori proprio di fronte a lei. L'arresto dell'autista licenziato dalla scuola privata porterà a galla nuove prove e metterà in luce un vecchio caso di bullismo che è stato insabbiato dalla preside. Durante una conferenza stampa, Manto, temendo di non rivedere più il figlio,  cerca di convincere i rapitori ad accettare la somma di denaro racimolata sino a quel momento. Il fatto irriterà il capo dei rapitori che chiederà un riscatto ancora più alto, suscitando le ire di Athena che si stava battendo per convincere i genitori a seguire le indicazioni della polizia.
- Ascolti Grecia: rating/share 18-54 anni 11,5% (13,2%)[12].
- Ascolti Italia: telespettatori 1 044 000 – share 9,20%[13].

## Le colpe dei padri
- Titolo originale: Αμαρτίες Γονέων

### Trama
La richiesta esorbitante dei rapitori, fa pensare a Nasos che le motivazioni del loro gesto abbiano a che fare con qualcosa di più personale. Le indagini relative al caso di bullismo all'interno della scuola porteranno all'arresto di Orpheus e di un suo compagno di classe, riportando la famiglia di Spyros Karouzos di nuovo sotto i riflettori. Dopo essere stato scarcerato, il ragazzo riceve parecchi messaggi minatori. Quando si allontana da casa, viene notato dal padre di uno dei bambini rapiti che lo aggredisce. La situazione nel nascondiglio è altrettanto tesa. I complici di Michalis chiedono un incontro con l'orchestratore per chiarire le sue intenzioni, poiché sanno benissimo che è molto rischioso protrarre il rapimento. Savvas sottrae un utensile ai rapitori e con esso riesce a rimuovere una grata che porta ad un condotto dell'aerazione. Aristea si offre volontaria per entrare nel condotto e cercare aiuto. I rapitori però riacciuffano la ragazzina e si vendicano di Savvas, uccidendolo.
- Ascolti Grecia: rating/share 18-54 anni 11,4% (11%)[14].
- Ascolti Italia: telespettatori 1 044 000 – share 9,20%[13]

## La strada del silenzio
- Titolo originale: Σιωπηλός Δρόμος

### Trama
La polizia ritrova il cadavere carbonizzato di Savvas. La responsabilità spetta principalmente alla polizia poiché 23 giorni dopo la scomparsa dei bambini, le indagini non si sono concluse da nessuna parte. Nasos subisce pressioni dai suoi superiori per interrompere Thalia dai colloqui e raggiungere un accordo immediato con i rapitori. Durante la veglia, i genitori cercheranno di sensibilizzare l'opinione pubblica e fare più pressione sugli autori e sulla polizia. Nasos e Thalia saranno in disparte e capiranno che hanno bisogno l'uno dell'altro. La doppia vita di Atena si svela e contemporaneamente l'"orchestratore" comincerà ad aprire le sue carte. Gli sviluppi saranno catastrofici e per la prima volta Nasos e il suo team individueranno uno degli autori.
- Ascolti Grecia: rating/share 18-54 anni 11% (11,6%)[15][16].
- Ascolti Italia: telespettatori 1 044 000 – share 9,20%[13]

## Segreti di famiglia
- Titolo originale: Οικογενειακή Υπόθεση

### Trama
La rivelazione dell'infedeltà di Atena sconvolgerà la sua famiglia e la metterà davanti alle sue responsabilità. Allo stesso tempo, la polizia decide di non effettuare alcun arresto e di monitorare l'autore nella speranza di condurlo al nascondiglio dove sono tenuti i bambini. Thalia segue i dati lasciatile dall'orchestratore, finendo in un vecchio caso che risale a venticinque anni fa. Allo stesso tempo, Spyros cerca di mantenere il controllo della sua famiglia e impedire a Vassilis di fare rivelazioni. L'improvviso peggioramento della salute della madre di Michalis sconvolgerà tutto.
- Ascolti Grecia: rating/share 18-54 anni 9,8% (12,8%)[17].
- Ascolti Italia: telespettatori 1 111 000 – share 9,40%[18].

## Vecchie storie
- Titolo originale: Παλιές Ιστορίες

### Trama
La ricerca di Thalia la porterà di nuovo in un vicolo cieco. Condivide le informazioni con la polizia e tutti si chiedono la stessa cosa. L'unico collegamento che emerge è che l'uomo che ha perso la vita in quel momento stava lavorando nelle cave di suo padre. Michalis sente stringere il cappio intorno a lui e il suo arresto si avvicina. Tuttavia, cerca di comportarsi normalmente e di organizzare la sua fuga. Allo stesso tempo, Vassilis decide di aiutare Thalia e di rivelarle il circuito illegale. Le indagini della polizia sull'incidente d'auto li condurranno a un nome. Michalis, sentendosi braccato, si ricongiunge con l'orchestratore del rapimento: Vassilis.
- Ascolti Grecia: rating/share 18-54 anni 11,4% (12%)[19].
- Ascolti Italia: telespettatori 1 111 000 – share 9,40%[18]

## L'orchestratore
- Titolo originale: Ο Αυλητής

### Trama
Per conoscere la fine devi andare all'inizio. Il nono episodio riprende il filo dall'inizio, ci porta nel passato della famiglia Karouzos e racconta le vite dei nostri eroi .Osservando lo svolgersi della storia, i segreti colpevoli e ben nascosti vengono alla luce e scioccati.
- Ascolti Grecia: rating/share 18-54 anni 11,3% (13,7%)[20].
- Ascolti Italia: telespettatori 1 111 000 – share 9,40%[18]

## Countdown
- Titolo originale: Αντίστροφη Μέτρηση

### Trama
Michalis riesce ad evitare l'arresto e torna con Vassilis al nascondiglio. Lì decidono che il rapimento dovrebbe finire immediatamente e contattano la polizia chiedendo un riscatto e danno una scadenza definitiva. Thalia apprende per la prima volta che Michalis è uno dei rapitori, mentre la polizia sta ritardando i negoziati mentre si avvicinano sempre più all'identificazione degli autori. Athena rivela a Thalia le vere ragioni che l'hanno portata a lasciare Vassilis e la famiglia Karouzos è scioccata dalle rivelazioni che circondano il caso di corruzione nella comunità di Vathy. L'improvvisa malattia di un bambino complicherà le cose all'interno del nascondiglio e gli autori saranno divisi sulla sua consegna.
- Ascolti Grecia: rating/share 18-54 anni 11,8% (13%)[21].
- Ascolti Italia: telespettatori 961 000 – share 10,10%[22].

## Braccato
- Titolo originale: Αντίστροφη Μέτρηση

### Trama
Le indagini sullo scandalo di corruzione di Vathi porteranno ad arresti ed estradizioni. Thalia e Nasos continuano a cercare un collegamento tra il rapimento e il vecchio caso dell'incidente d'auto e finiscono con un testimone importante. Allo stesso tempo, Michalis prende l'iniziativa, nonostante le reazioni dell'orchestratore, di trasportare il bambino malato in ospedale e viene localizzato dalla polizia.
- Ascolti Grecia: rating/share 18-54 anni 11,4% (13,3%)[23].
- Ascolti Italia: telespettatori 961 000 – share 10,10%[22].

## Strade separate
- Titolo originale: Ξέχωροι Δρόμοι

### Trama
La liberazione di Alkis provoca sollievo ed emozione a tutti e soprattutto a Manto e Nikitas che hanno l'opportunità di riabbracciare il bambino, dopo quasi un mese intero. Allo stesso tempo, l'arresto di Michalis sembra segnare una svolta nel rapimento, ma il suo silenzio complica il lavoro della polizia. La scomparsa di Petros preoccupa Athena. Vassilis rivela alla moglie di aver ricevuto una comunicazione dai rapitori che vorrebbero trattare con lui la liberazione della sola Aristea. L'uomo la convince e si offre di consegnare direttamente agli autori il riscatto. L'indagine di Thalia sta volgendo al termine e la verità che viene rivelata è scioccante.
- Ascolti Grecia: rating/share 18-54 anni 10,3% (10,7%)[24].
- Ascolti Italia: telespettatori 961 000 – share 10,10%[22].

## Caccia all'uomo
- Titolo originale: Ανθρωποκυνηγητό

### Trama
Athena è preoccupata per Petros e, mentre inizia a dubitare della sua decisione di consegnare i soldi a Vassilis, un evento inaspettato scuoterà la famiglia Karouzos. Michalis è un passo avanti alla confessione, mentre nel nascondiglio i rapitori aspettano che l'orchestratore ne segni la fine. In un'ondata di rivelazioni e tragici eventi, la polizia raggiungerà l'identificazione dell'orchestratore. Il suo arresto è questione di ore, ma non è pronto ad arrendersi.
- Ascolti Grecia: rating/share 18-54 anni 14,1% (16,3%)[3].
- Ascolti Italia: telespettatori 961 000 – share 10,10%[22].